# Амалија Саројан
Амалија Саројан (јерм. Ամալյա Շառոյան; 19. јун 1988) је јерменска атлетичарка која се такмичила у трчању на 400 м, 400 м препоне и скоку удаљ. такмичила се за јерменску националну атлетску репрезентацију 2010. године, победница и освајач медаља на државним првенствима, учесница Летњих олимпијских игара у Рио де Жанеиру. Актуелна је јерменска рекордерка на отвореном у тркама на 400 м и на 400 м са препонама, и као чланица штафета 4 х 100 м и 4 х 400 м и у дворани на 300, 400 и 600 метара.

## Биографија
Амалиа Сароиан рођена је у Јеревану, Јерменска ССР. После тога, трајно је живела у Санкт Петербургу. Атлетиком се почела бавити са три године, да би на крају стекла звање мајстора спорта у седам различитих дисциплина.
Први пут се појавила на међународном нивоу за сениоре у сезони 2010. године, када је ушла у главни састав јерменске репрезентације и такмичила се на 400 метара с препонама на Европском првенству у Барселони.

## Значајнији резултати
| Година                 | Такмичење                    | Град                   | Пласман                | Дисциплина             | Резултат               | Детаљи |
| Представница Јерменије | Представница Јерменије       | Представница Јерменије | Представница Јерменије | Представница Јерменије | Представница Јерменије |        |
| ---------------------- | ---------------------------- | ---------------------- | ---------------------- | ---------------------- | ---------------------- | ------ |
| 2010.                  | Европско првенство           | Барселона, Шпанија     | 32.                    | 400 м препоне          | 63,37                  |        |
| 2011.                  | Европско првенство у дворани | Париз, Француска       | 15.                    | 400 м                  | 56,08                  |        |
| 2011.                  | Светско првенство            | Тегу, Јужна Кореја     | 32.                    | 400 м препоне          | 58,54                  |        |
| 2012.                  | Светско првенство у дворани  | Истанбул, Турска       | 21.                    | 400 м                  | 56,41                  |        |
| 2012.                  | Европско првенство           | Хелсинки, Финска       | 24.                    | 400 м препоне          | 58,27                  |        |
| 2013.                  | Европско првенство у дворани | Гетеборг, Шведска      | 20.                    | 400 м                  | 56,35                  |        |
| 2013.                  | Светско првенство            | Москва, Русија         | 26.                    | 400 м препоне          | 57,97                  |        |
| 2013.                  | Франкофонске игре            | Ница, Француска        | 9.                     | 400 м препоне          | 59,90                  |        |
| 2014.                  | Европско првенство           | Цирих, Швајцарска      | 28.                    | 400 м                  | 56,497                 |        |
| 2015.                  | Европско првенство у дворани | Праг, Чешка            | 23.                    | 400 м                  | 54,24                  |        |
| 2015.                  | Светско првенство            | Пекинг, Кина           | 40.                    | 400 м                  | 54,61                  |        |
| 2016.                  | Светско првенство у дворани  | Потланд, САД           | 14.                    | 400 м                  | 55,13                  |        |
| 2016.                  | Олимпијске игре              | Рио де Жанеиро, Бразил | 35.                    | скок удаљ              | 5,95 м                 |        |
| 2017.                  | Европско првенство у дворани | Београд, Србија        | 29.                    | 400 м                  | 56,07                  |        |

## Лични рекорди
| Дисциплина    | Дисциплина   | Резултат | Место    | Датум             |
| ------------- | ------------ | -------- | -------- | ----------------- |
| 400 м         | на отвореном | 53,48 НР | Адлер    | 28. мај 2015.     |
| 400 м         | у дворани    | 54,24 НР | Праг     | 6. март 2015.     |
| 400 м препоне | на отвореном | 57,97 НР | Москва   | 12. август 2013.  |
| Скок удаљ     | на отвореном | 6,72 НР  | Елбасан  | 21. мај 2016.     |
| Скок удаљ     | у дворани    | 5,85     | Истанбул | 27. фебруар 2016. |